# Lincoln Motor Company

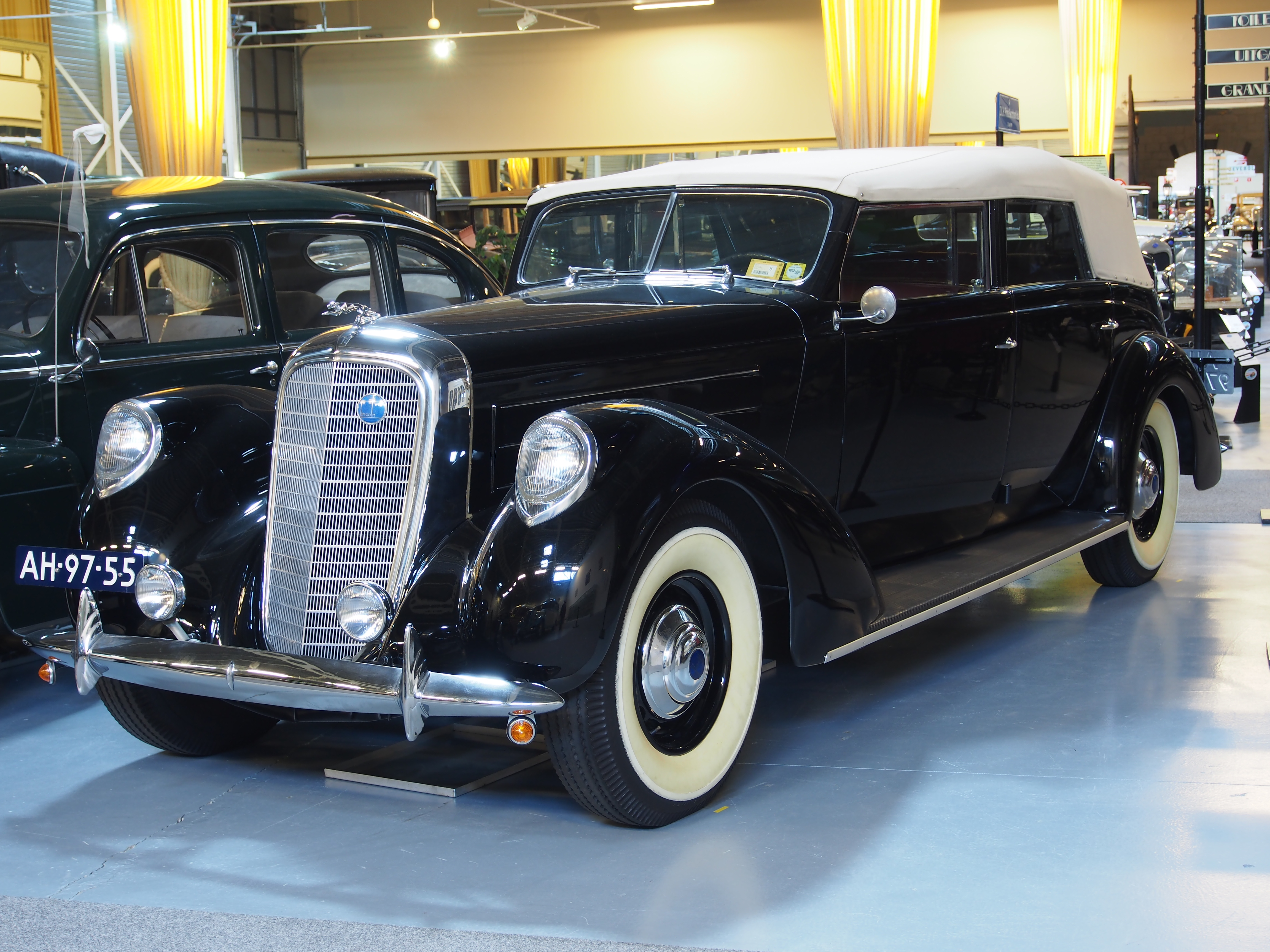
Lincoln K-Series

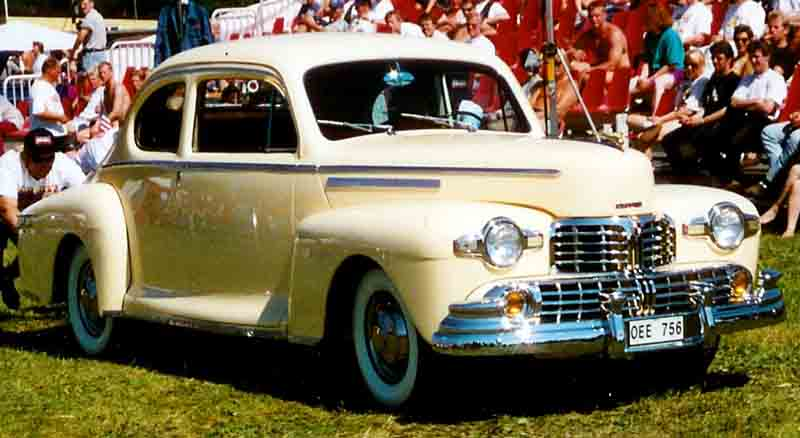
Lincoln serii H (1947)

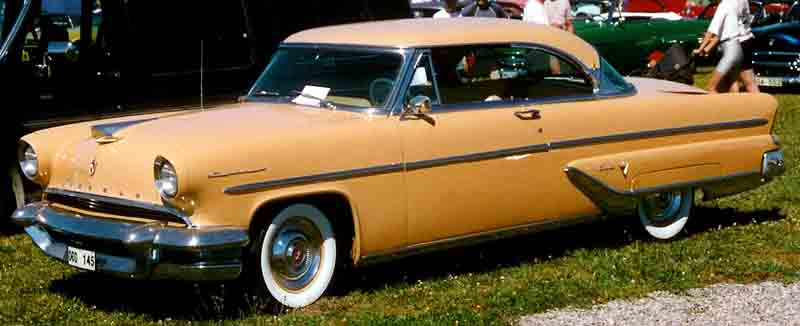
Lincoln Capri (1955)

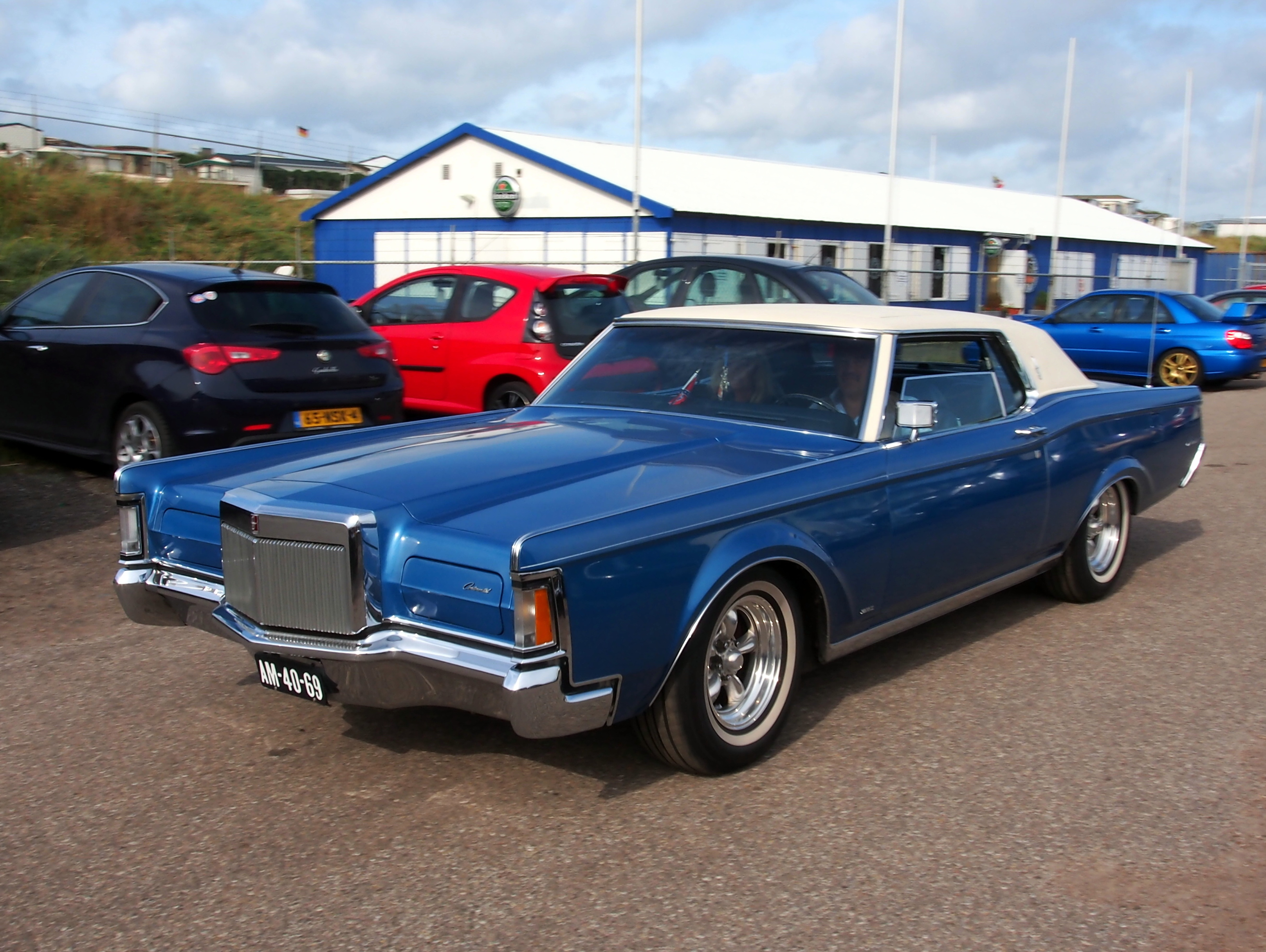
Lincoln Continental (1971)

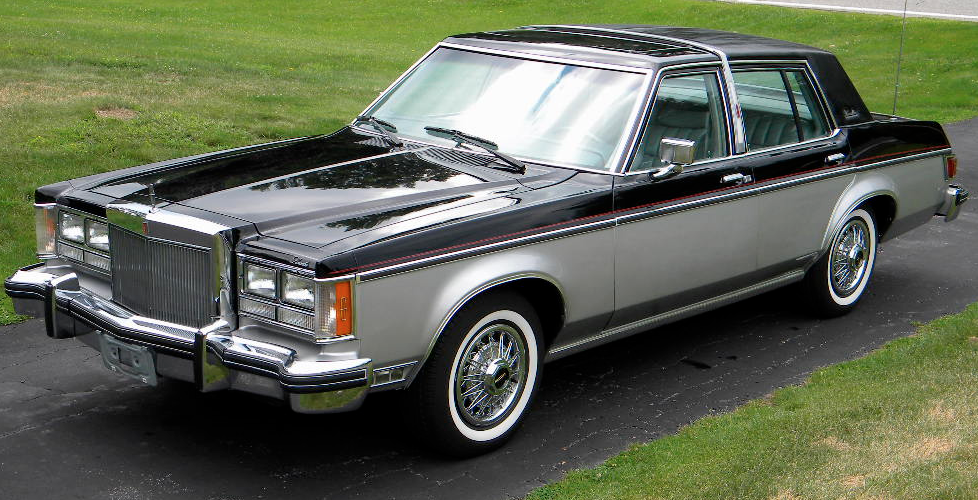
Lincoln Versailles

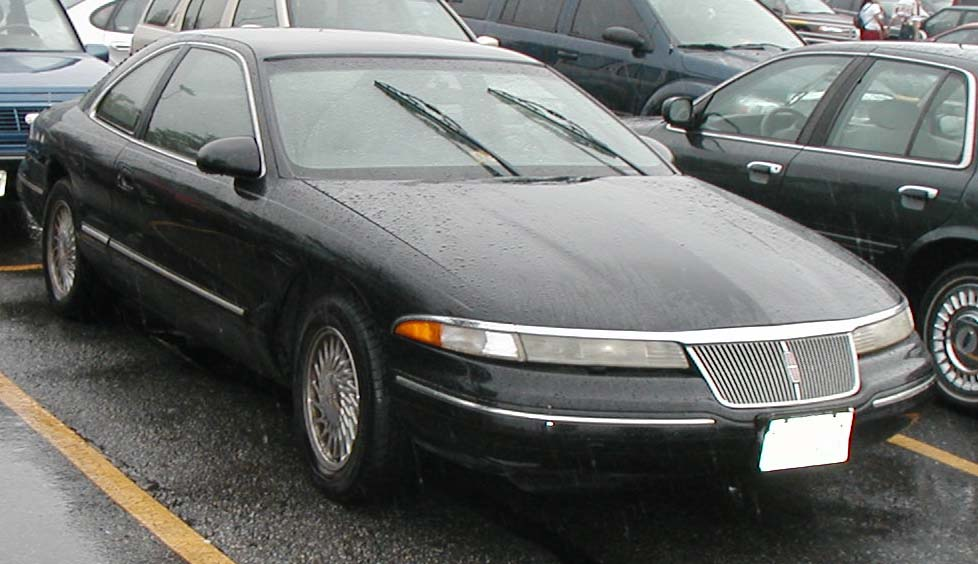
Lincoln Mark VIII

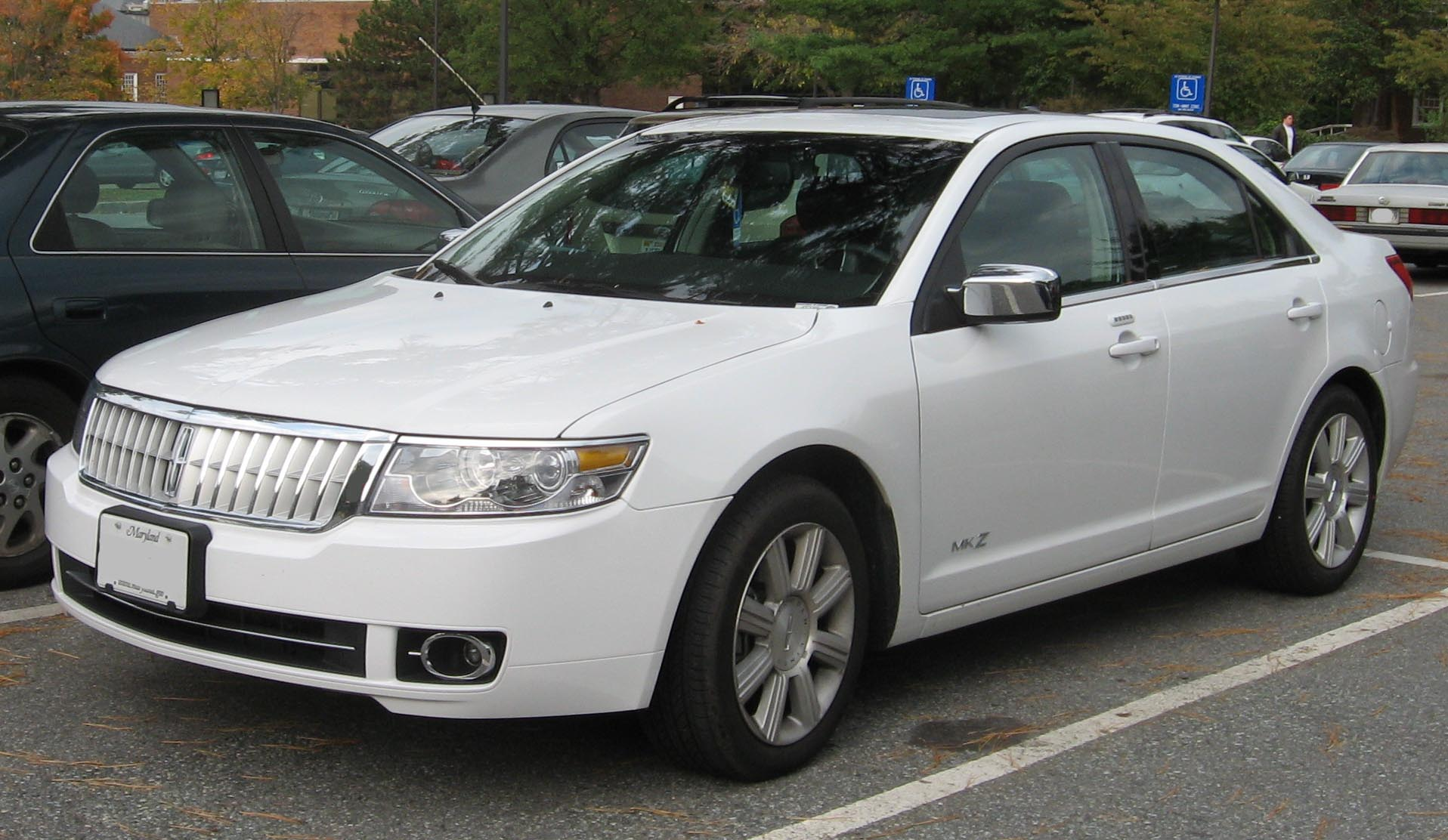
Lincoln MKZ

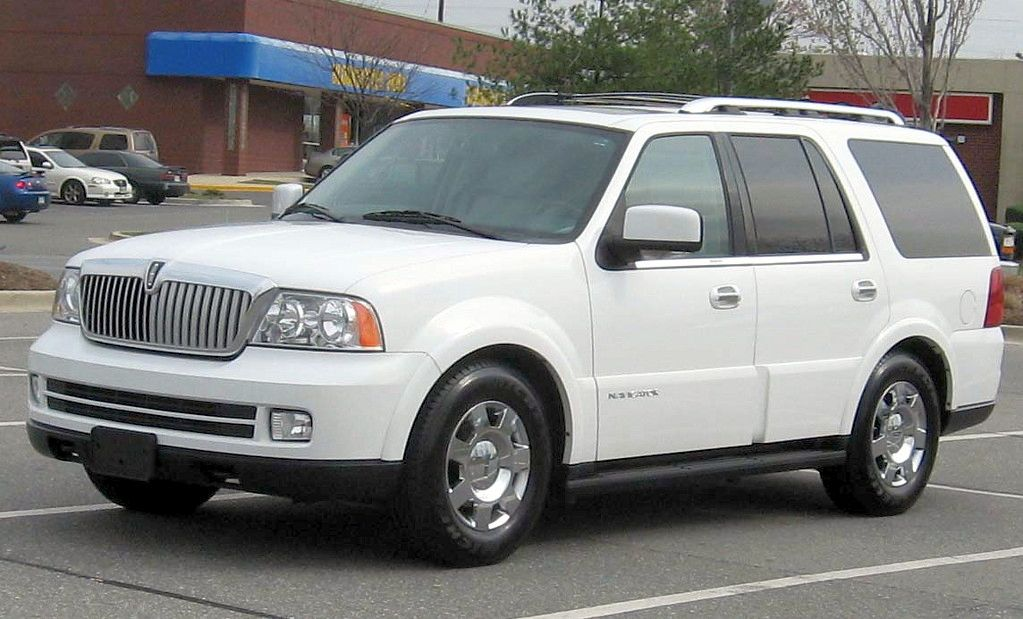
Lincoln Navigator

Lincoln Town Car

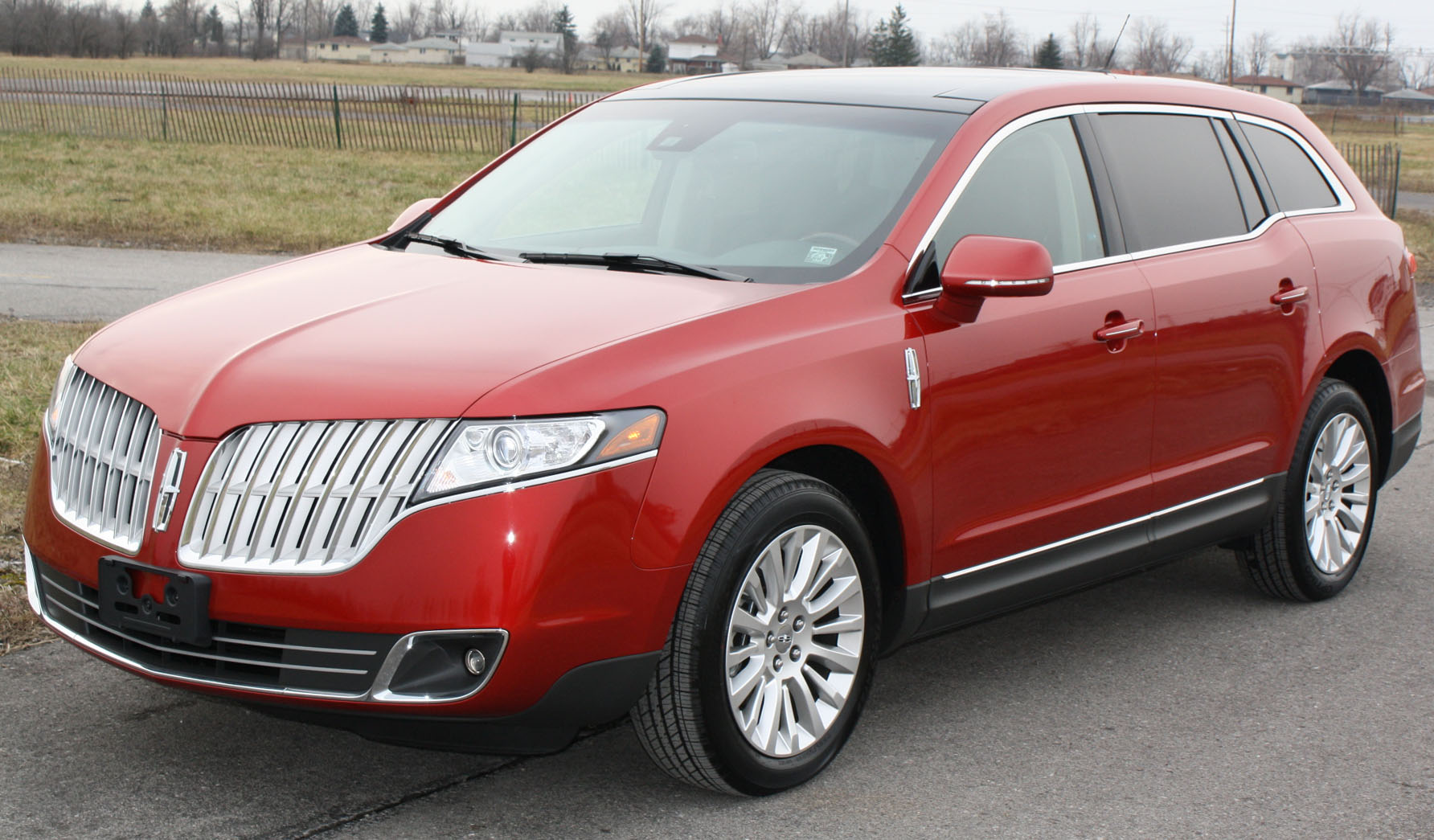
Lincoln MKT

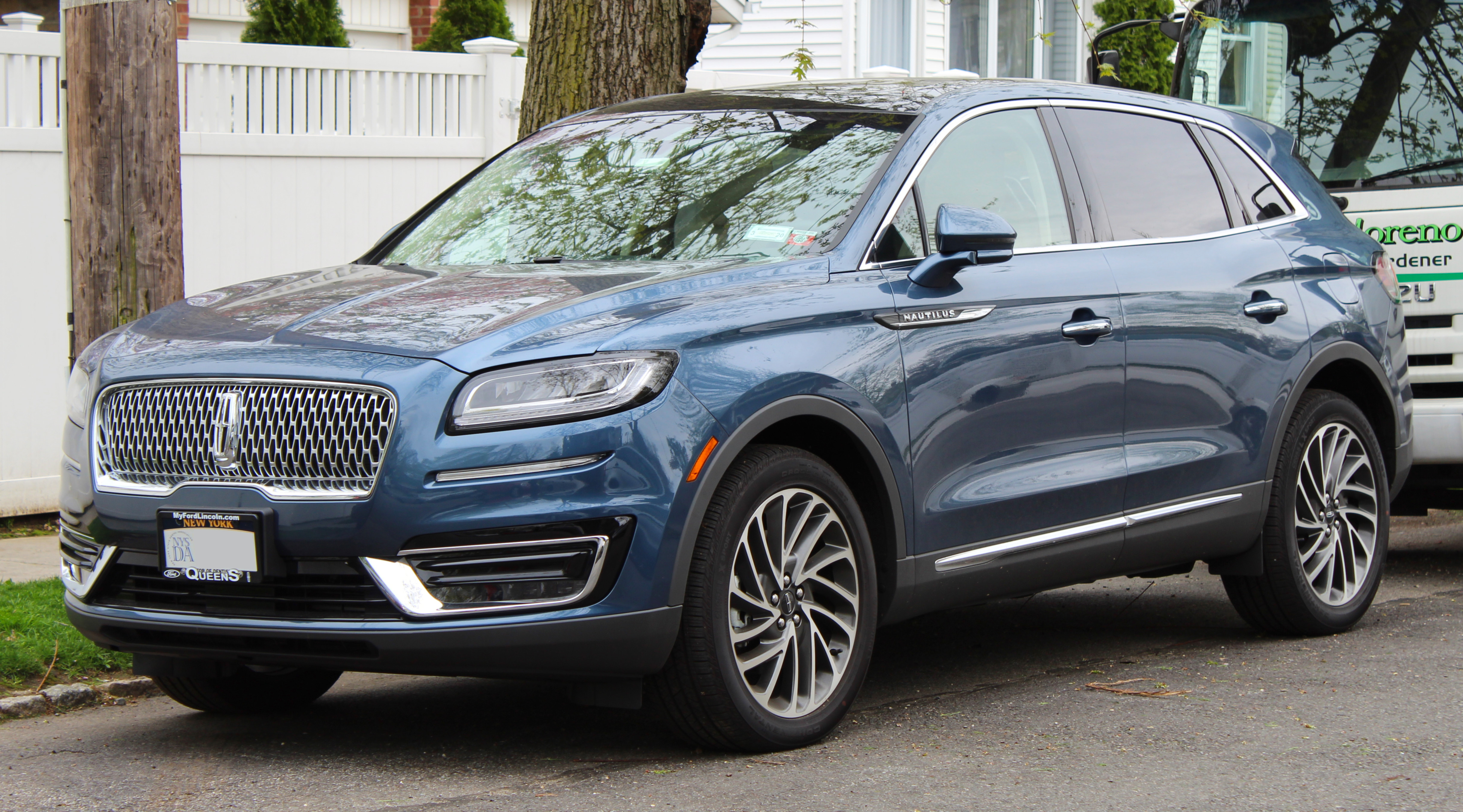
Lincoln Nautilus

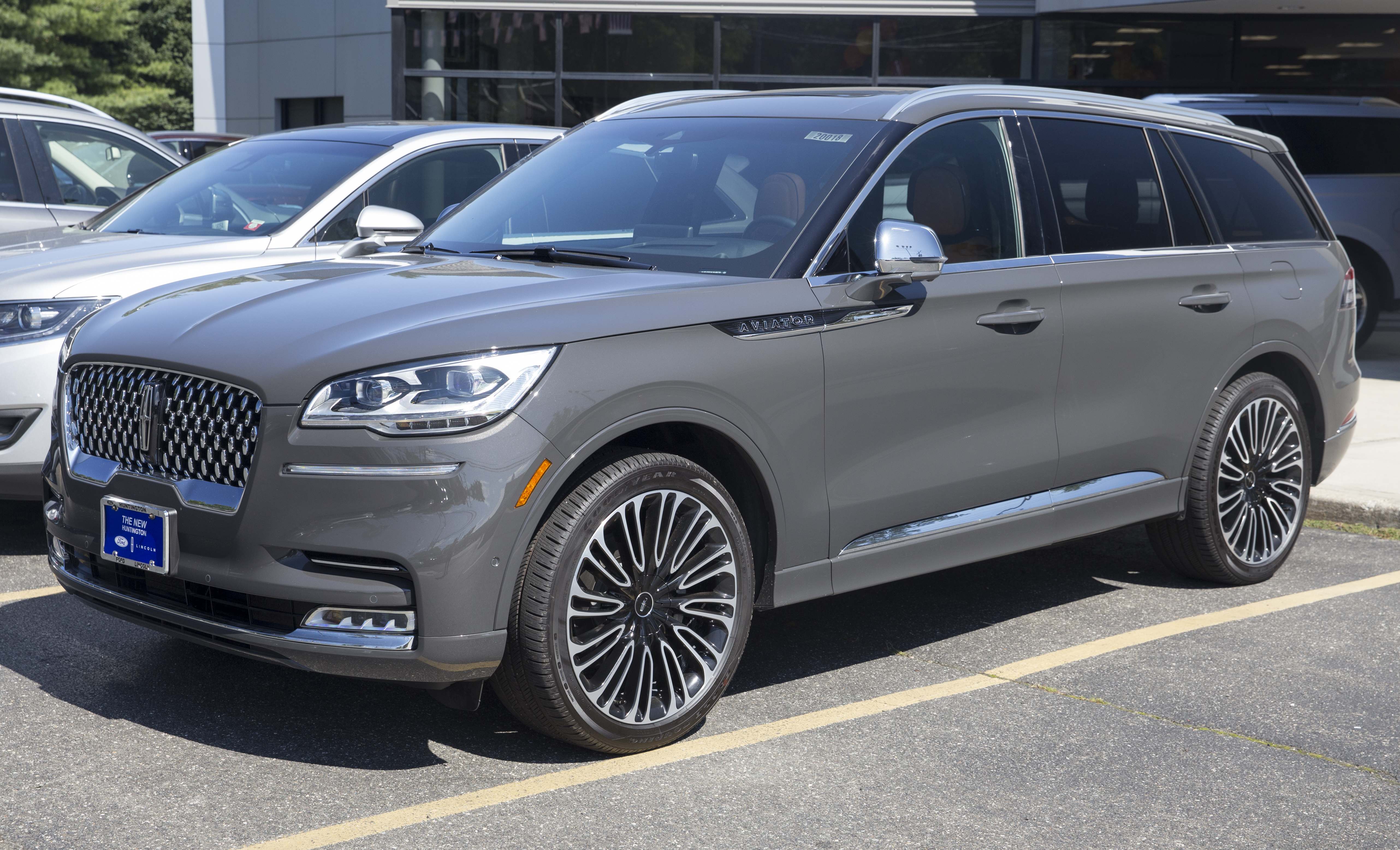
Lincoln Aviator

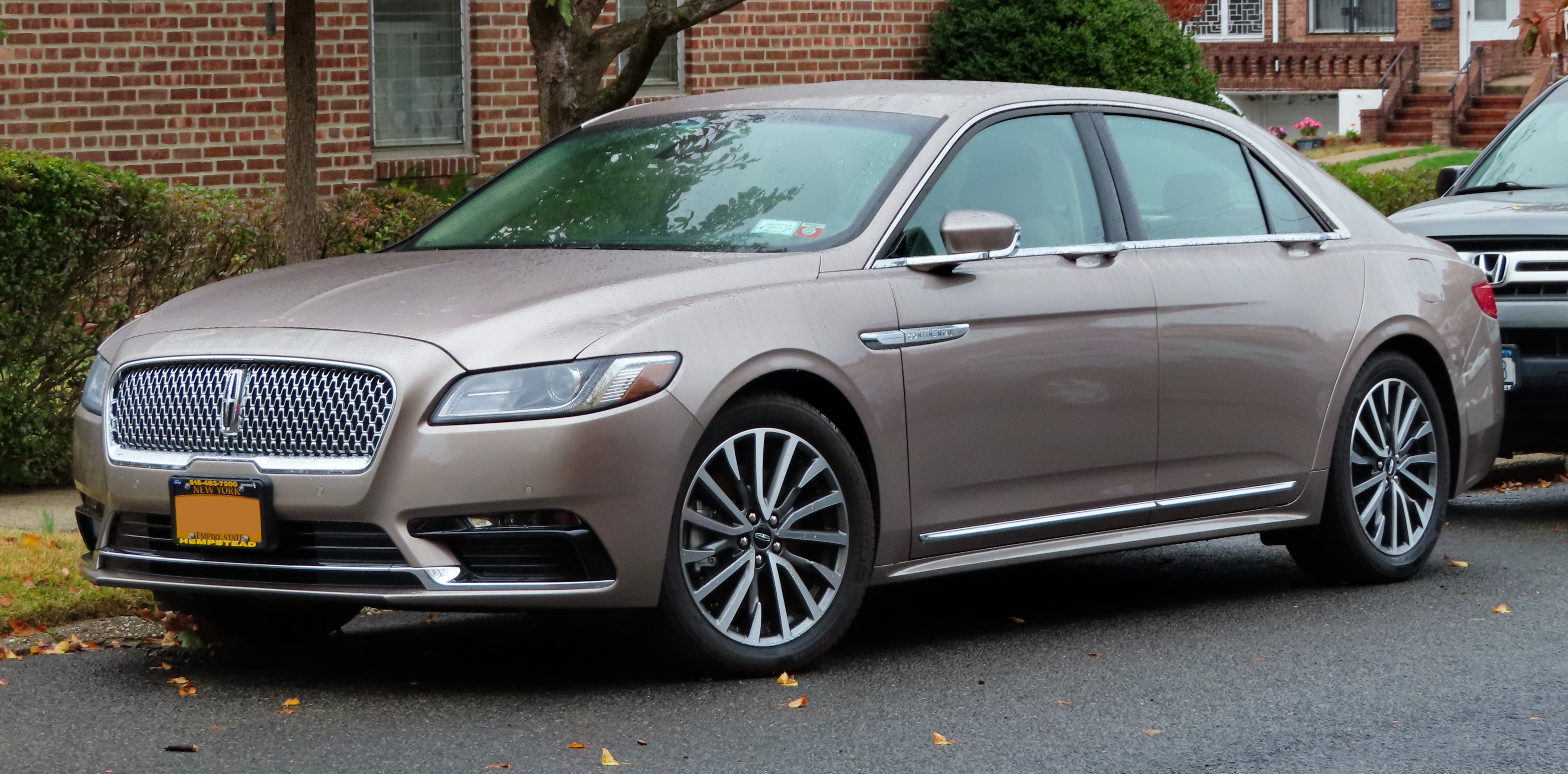
Lincoln Continental (2016)

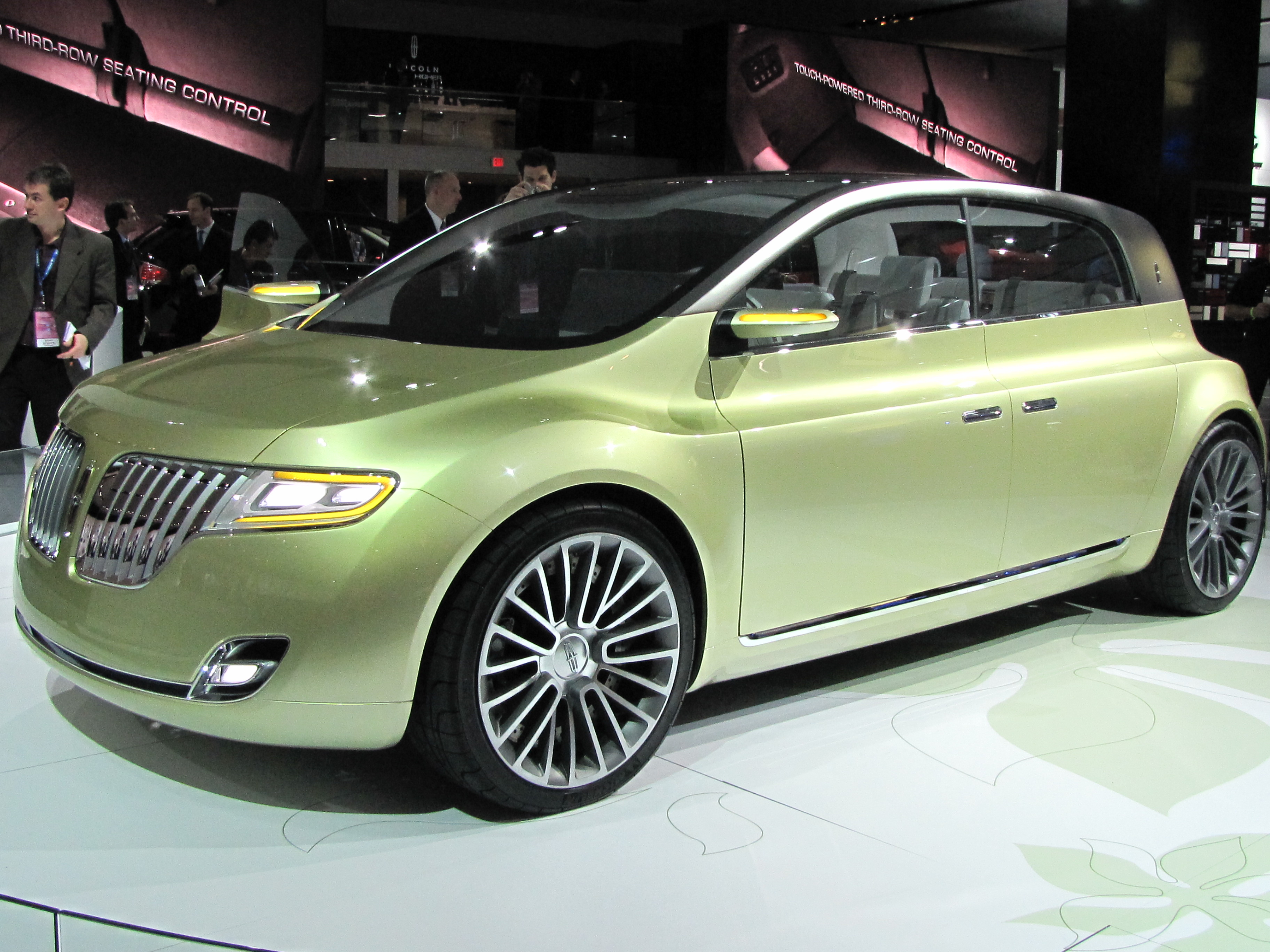
Lincoln Concept C

Lincoln Motor Company – amerykański producent luksusowych samochodów osobowych i SUV-ów z siedzibą w Dearborn, działający od 1917 roku. Należy do amerykańskiego koncernu Ford Motor Company.

## Historia
Przedsiębiorstwo zostało założone w 1917 roku przez Henry’ego Lelanda. To założyciel przedsiębiorstwa Lincoln Motor Company był głównym nadzorującym prace konstrukcyjne nad jej pierwszym samochodem – przedstawionym we wrześniu 1920 roku Lincolnem V8.
W lutym 1922 roku spółkę przejął Ford za 8 milionów dolarów amerykańskich, pozostając jej właścicielem przez wszystkie kolejne lata istnienia Lincolna. Jeszcze w pierwszej połowie XX w. Lincoln sformułował swoją rynkową pozycję, koncentrując się na wytwarzaniu luksusowych, dużych samochodów o reprezentacyjnym charakterze, które skierowano z myślą o klientach rodzimego rynku amerykańskiego. Za kluczowego rywala dla Lincolna obrano również utworzonego przez Henry’ego Lelanda Cadillaca, który ostatecznie stał się podległy konkurencyjnemu koncernowi General Motors.
W 1939 roku miał miejsce początek najpopularniejszej i najdłużej obecnej na rynku linii modelowej o nazwie Continental, obecną na rynku kolejno w latach 1939–1948, 1960-2002 oraz 2016-2020. Limuzyny Continental pełniły też funkcję limuzyn prezydenckich, na czele z Johnem F. Kennedym. Po wykupieniu przez Forda, Lincoln utracił status samodzielnego przedsiębiorstwa i stał się oddziałem koncernu Forda. W 1945 roku połączono go z oddziałem Mercury, tworząc oddział Lincoln-Mercury. W 1958 roku dołączono jeszcze krótko istniejącą markę Edsel, tworząc przejściowo oddział Mercury-Edsel-Lincoln (MEL).
Na przełomie lat 80. i 90. XX wieku Lincoln przedstawił drugą generację topowego, luksusowego modelu Town Car, która razem z kolejną generacją z 1997-2011 przysporzyła przedsiębiorstwu międzynarodowej rozpoznawalności i popularności dzięki częstym modyfikacjom jako wydłużona limuzyna używana np. przez przemysł ślubny.
Pod koniec lat 90. XX wieku Lincoln przeszedł ważny punkt zwrotny, początkując epokę modeli, które dwie dekady później zdominowały jego sprzedaż i ofertę modelową. W 1998 roku zadebiutował pierwszy SUV tej marki o nazwie Navigator, który równocześnie był prekursorem gatunku pełnowymiarowych, luksusowych SUV-ów klasy premium.
W 1999 roku Ford utworzył filię – Premier Automotive Group, w skład której wchodziły: Lincoln, Volvo, Jaguar, Daimler, Aston Martin i Land Rover. Filia rozpadała się w kolejnych latach pierwszej dekady XXI wieku wraz z wyprzedawaniem kolejnych marek koncernu Ford innym podmiotom. Po likwidacji marki Mercury w 2011 roku, Lincoln pozostał jedyną marką tworzącą portfolio marek koncernu Ford.
W listopadzie 2020 roku nastąpił historyczny moment pod kątem kształtu oferty Lincolna – końca dobiegła produkcja ostatniego klasycznego samochodu osobowego w postaci sztandarowej limuzyny Continental, która zniknęła z rynku z racji niewielkiej popularności. Od 2021 roku Lincoln stał się tym samym po raz pierwszy w historii producentem samochodów wyłącznie typu SUV. Wyjątkiem od tej zeguły pozostał jedynie rynek chiński, gdzie w 2022 roku wprowadzono do sprzedaży wyższej klasy limuzynę "Z" niedostępną w innych regionach zbytu.

### Zasięg rynkowy
Przez ponad stuletnią obecność rynkową marki Lincoln, kluczowym rynkiem zbytu pozostał rodzimy rynek Stanów Zjednoczonych ze średnim udziałem rynkowym sięgającym ok. 1%. Na 2008 roku przypadł okres kryzysu pozycji rynkowej Lincolna, który przyniósł pierwszy od lat 80. XX wieku spadek rocznej sprzedaży poniżej 100 tysięcy sztuk. Sytuację tę ukrócono w 2015 roku, kiedy to w związku z obszerną modernizacją oferty i zainwestowaniem w nowe, tańsze warianty SUV-ów i crossoverów sprzedaż ponownie przekroczyła pułap 100 tys. sztuk rocznie.
Poza Stanami Zjednoczonymi, Lincoln jest dostępny w oficjalnej sprzedaży w Kanadzie i Meksyku, a także na Bliskim Wschodzie. Dodatkowo, w 2014 roku rozpoczęto działalność na rynku chińskim, już 4 lata po rynkowym debiucie osiągając sprzedaż na poziomie 55 tys. sztuk rocznie.
Ponadto, pomimo braku planów oficjalnej dystrybucji modeli marki Lincoln, od kwietnia 2020 roku na rynku australijskim można kupić dostosowany do rynku lewostronnego sztandarowy model Navigator.

## Modele samochodów

### Obecnie produkowane

#### Samochody osobowe
- Z

#### SUV-y
- Corsair
- Nautilus
- Aviator
- Navigator

### Historyczne
- L-Series (1920–1930)
- K-Series (1930–1940)
- Custom (1936–1941)
- Zephyr (1936–1942)
- Continental (1939–1948)
- H-Series (1946–1948)
- EL-Series (1949–1951)
- Lido (1950–1951)
- Cosmopolitan (1949–1954)
- Capri (1952–1959)
- Premiere (1956–1960)
- Versailles (1977–1980)
- Continental Mark Series (1968–1986)
- Mark Series (1986–1998)
- Continental (1960–2002)
- Blackwood (2001–2002)
- LS (1999–2006)
- Town Car (1980–2011)
- Mark LT (2005–2014)
- MKS (2008–2016)
- MKX (2006–2018)
- MKT (2009–2019)
- MKC (2014–2019)
- MKZ (2007–2020)
- Continental (2016–2020)

### Modele koncepcyjne
- Lincoln Continental 1950-X (1952)
- Lincoln Anniversary (1953)
- Lincoln Maharaja (1953)
- Lincoln XL-500 (1953)
- Lincoln Mardi Gras (1954)
- Lincoln Futura (1955)
- Lincoln Indianapolis (1955)
- Lincoln Continental Town Sedan (1965)
- Lincoln Coronation Coupe (1966)
- Lincoln Coronation II (1967)
- Lincoln Mark III Dual Cowl Phaeton (1970)
- Lincoln Continental Concept 90 (1982)
- Lincoln Continental Concept (1983)
- Lincoln Quicksilver (1985–1986)
- Lincoln Vignale (1987)
- Lincoln Machete (1988)
- Lincoln Marque X (1992)
- Lincoln L2K (1995)
- Lincoln Sentinel (1996)
- Lincoln Special LS (1999)
- Lincoln Mark 9 (2001)
- Lincoln Continental Concept (2002)
- Lincoln MK9 (2001)
- Lincoln Navicross (2003)
- Lincoln Mark X (2004)
- Lincoln MKR (2007)
- Lincoln MKT Concept (2008)
- Lincoln Concept C (2009)
- Lincoln MKZ Concept (2012)
- Lincoln MKC Concept (2013)
- Lincoln MKX (2014)
- Lincoln Continental Concept (2015)
- Lincoln Navigator Concept (2016)
- Lincoln Aviator Concept (2018)
- Lincoln Zephyr Reflection (2021)